# Crkvine
Crkvine es una población rural de la municipalidad de Mladenovac, en el distrito de Belgrado, Serbia.

## Superficie
Posee una superficie de 2,219 kilómetros cuadrados.

## Demografía
Hasta 2011 la población era de 195 habitantes, con una densidad de población de 87,89 habitantes por kilómetro cuadrado.